# 보스라 전투

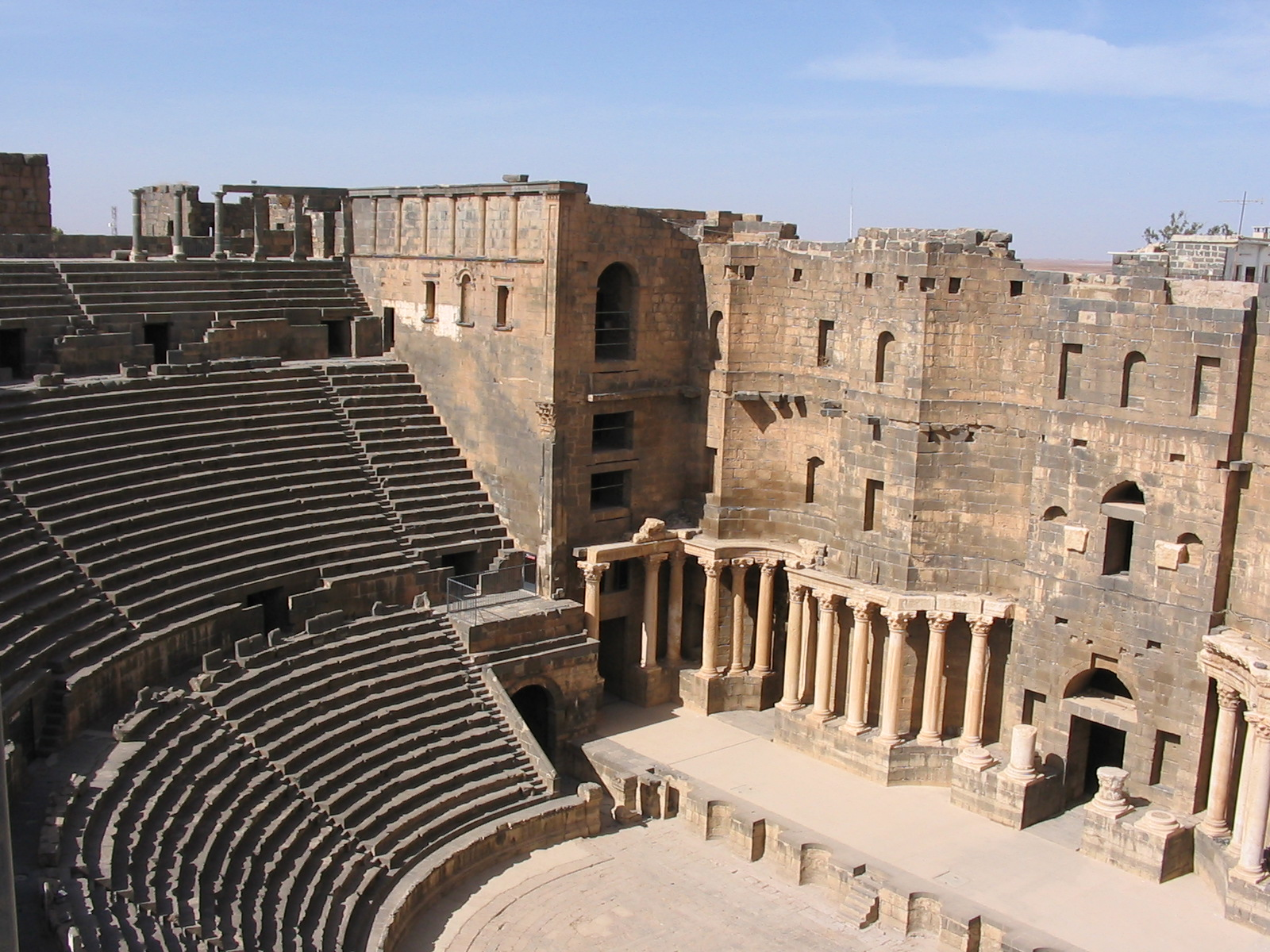

보스라 전투는 라시둔군과 동로마 제국간에 시리아 부스라시 점유를 위해 634년에 싸운 전투이다. 이 도시는 당시 가사니드왕국의 수도였으며 이슬람군의 중요한 첫 장악 지역들 중 하나였다. 포위 작전은 634년 6월부터 7월 사이 발생했다.